# 南京师范大学附属中学
南京師範大學附屬中學是位于中华人民共和国江苏省南京市鼓楼区的一所高级中学。籌建於清光緒28年（1902年），曾十易校名，七遷校址，院系調整時（1952年）由南京大學附屬中學改為南京師範大學附屬中學，簡稱南師附中。学校入选江苏省四星级高中，江苏省高品质示范高中建设立项学校。

## 校训、校歌
- 校训
  - 嚼得菜根 做得大事

- 校歌
  - 柳诒徴 作词社会中坚，学校栽成众，
秉南雍风教，师承远重。
矢志作新民，格致诚明，青年最勇。
质文竞进，似秦淮江水交流，钟山秀耸。
勤求世界新知，翼建中华一统，
勤求世界新知，翼建中华一统！

## 歷史
歷史沿革
南師附中曾十易校名，七遷校址：
- 1902年三江師範學堂附屬中學堂籌建；
- 1906年更名為兩江師範學堂附屬中學堂；

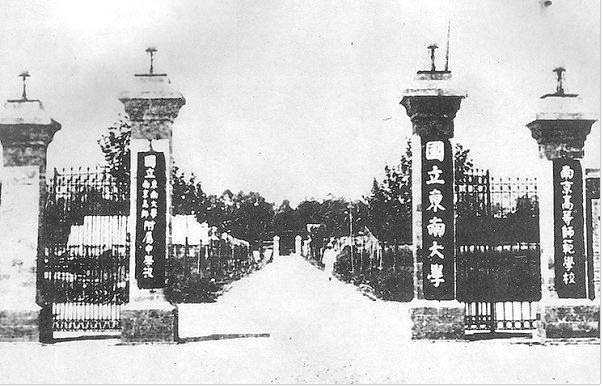
民国早期，国立东南大学与南京高等师范学校附属中学校。

- 1915年更名為南京高等師範學校附屬中學，设于四牌楼。民國10年到12年間為國立東南大學、南京高等師範學校附屬中學。
- 1923年，南高併入東大，附屬中學改稱國立東南大學附屬中學；
- 1927年6月更名為國立第四中山大學實驗學校；
- 1928年2月更名為國立江蘇大學實驗學校；
- 1928年5月更名為國立中央大學實驗學校（中大實校包含幼稚園、小學、初中和高中四部，初中部和高中部為中大實中）；
- 1937年抗戰爆發，國立中央大學實驗學校先迁安徽屯溪，再迁湖南长沙，最后迁至貴陽馬鞍山。1941年，重庆青木关國立第十四中學与國立中央大學实验学校互换校名。1942年在沙坪壩增設中央大学附属中学分校。中央大学至此有青木关、沙坪坝、国立十四中三所附属中学。
- 1946年抗戰勝利後次年，国立十四中、青木關中大附中、沙坪壩中大附中分校遷回南京，合併為國立中央大學附屬中學，设于三牌楼；
- 1949年8月更名為國立南京大學附屬中學；
- 1950年10月徑稱南京大學附屬中學；
- 1952年南京大學師範學院獨立組建為南京師範學院，南京大學附屬中學改為南京師範學院附屬中學；
- 1968年更名為南京市魯迅中學；
- 1978年恢復為南京師範學院附屬中學；
- 1984年南京師範學院更名為南京師範大學，南京師範學院附屬中學更名為南京師範大學附屬中學，簡稱“南師附中”。
- 2002年，创办南京师范大学附属中学江宁分校、南京树人国际学校；
- 2005年，创办南京师范大学附属中学新城初级中学；
- 2009年，创办南京树人国际学校宿迁分校；
- 2012年，创办南京师范大学附属中学仙林学校；
- 2013年，南京树人国际学校更名为南京师范大学附属中学树人学校，南京树人国际学校宿迁分校更名为南京师范大学附属中学宿迁分校。 [2]
- 2018年6月15日，加入“中国卓越高中联盟”。
- 2019年，入选“江苏省高品质示范高中建设”计划

歷史情況
南師附中在民國早年南高東大附中時期是中國中學教育科學化試驗的中心，開展六三三新學制實驗、學習心理實驗等，奠基了中國現代中學學制、課程和教法，為中國現代中學的鼻祖，因而享有“全國第一中”之譽。
民國十三年東大附中時期，頒佈《學生十大信條》，十大信條为：尊重，信實，忠誠，互助，友愛，謙恭，快樂，節儉，勇敢，清潔。
- 民國10年，國立東南大學•南京高師附屬中學校主辦《中等教育》期刊，由上海中華書局出版。
- 民國10年，東大南高附中學生自治會主辦《青年之友》週刊，與上海《申報•教育與人生》合刊在全國發行。
- 民國11年，孫良工編著《初級中學國語文讀本》（1-6編）由上海民智書局出版；民國13年，穆濟波編著《新中華教科書高級國語讀本》由上海中華書局出版，被視為白話文語文課本之發軔，白話文由此正式進入中學語文教科書。穆濟波还在民國11年教育部《學校系統改革案》（壬戌學制）中拟定了《高中必修科國文科學程綱要》。
- 民國13年，東大教育科教授與附中主任廖世承出版中國第一本《教育心理學》。

## 现状

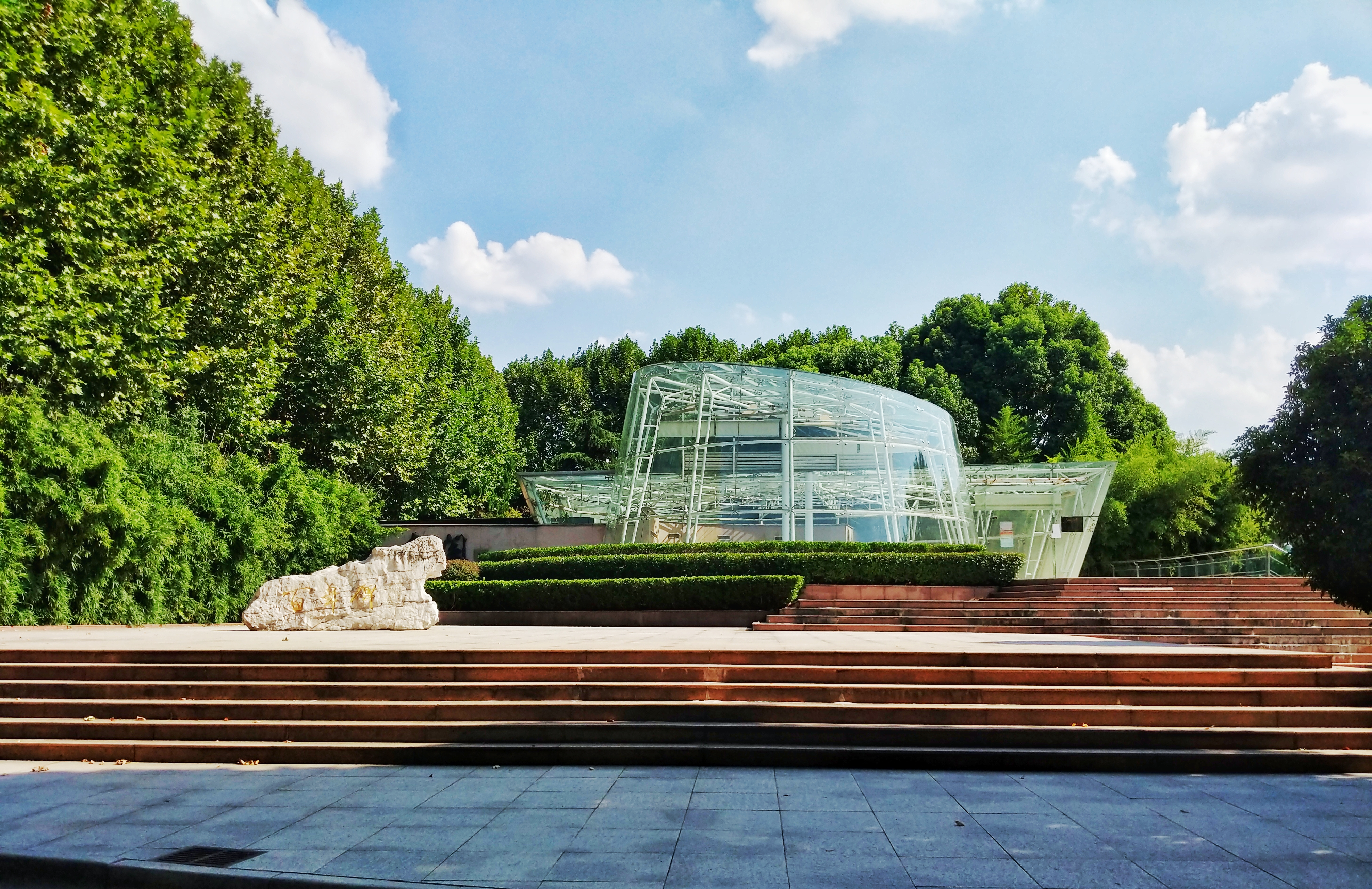
南师附中桃李阁

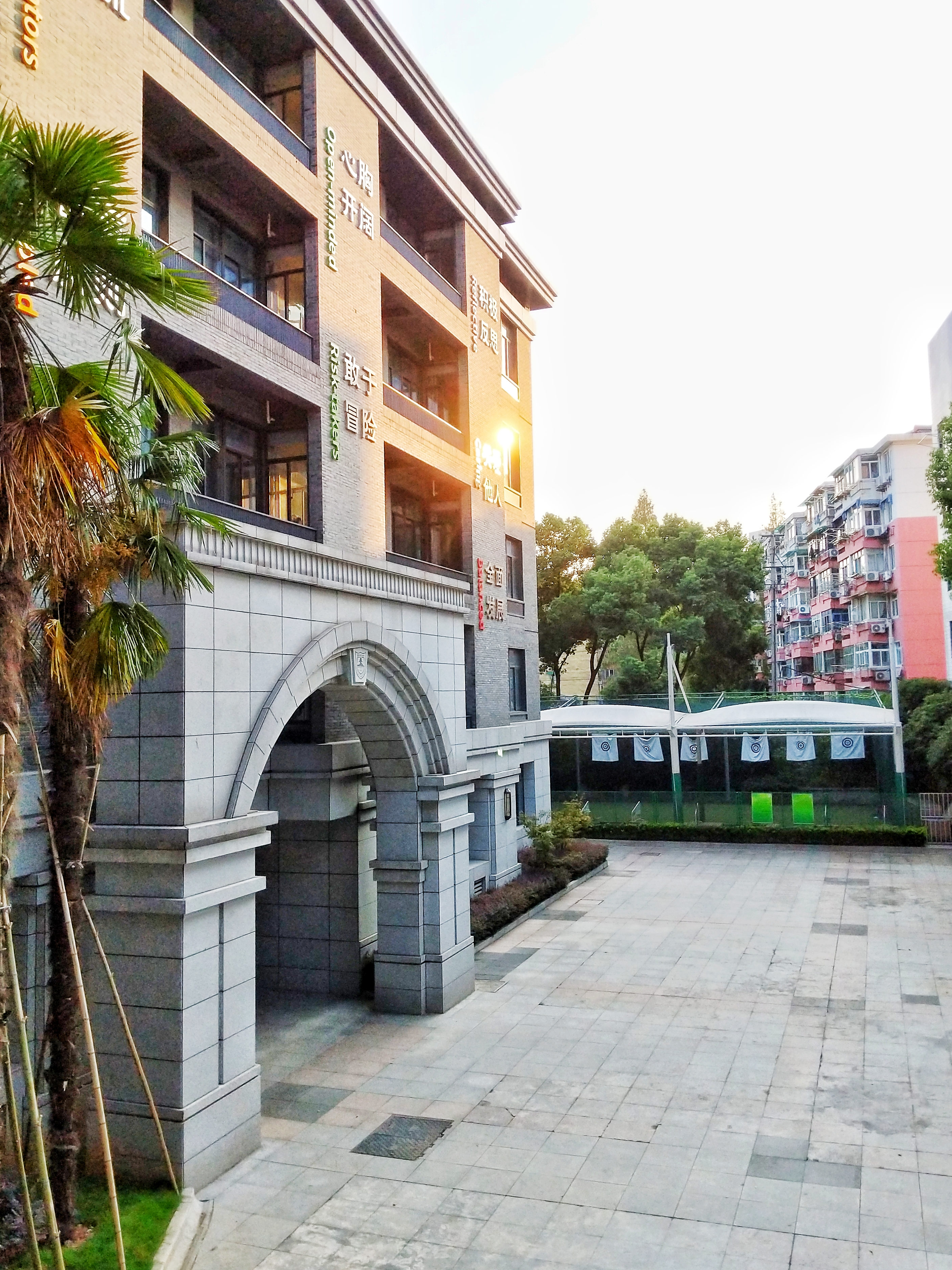
夕阳下的南师附中IB国际文凭部

南师附中坐落在南京市鼓楼区三牌楼附近，位于察哈尔路37号。1999年撤销原初中部，于2001年在未名湖西侧新建树人国际学校。2007年南师附中成为国际文凭组织(IBO)成员。2013年12月南师附中树人学校搬迁至滨江校区，同年起原校址改建为IB国际文凭部。
- 南京师范大学附属中学树人学校，即原树人国际学校，创办于2001年。
- 南京师范大学附属中学江宁分校，2002年在江宁区兴建，2003年对外招生。
- 南京师范大学附属中学新城初级中学，2005年在南京建邺区（河西新城）地区与建邺区政府合作办学，同年9月1日正式开学。
- 树人国际学校宿迁分校，2010年在江苏宿迁与当地政府合作开办。
- 南京师范大学附属中学仙林学校，2002年在南京栖霞区兴办，位于仙林大学城文范路。

南师附中课程分必修课程、选修课程、课外活动课程。
每年6月中旬举行校园科技文化节，10月中下旬举行全校运动会。

## 对外交流
南师附中与澳大利亚墨尔本考菲尔德文法学校、日本东京都保善高等学校、日本爱知县樱丘高等学校、韩国檀国大学附中等结为友好学校。
校内设置考菲尔德文法学校南京校区，每年有多批澳大利亚学生来此学习、交流。2008年是与澳大利亚考菲尔德学校建立友好学校10周年。

## 歷任校長
南京高等師範學校與國立東南大學附屬中學主任
- 江謙（兼）
- 廖世承

國立中央大學实验学校、國立中央大學附屬中学主任（校长）
- 張乃燕（兼）
- 羅炳之（兼）
- 龔啟昌（兼）
- 艾偉（兼）
- 許恪士
- 楊希震
- 金海觀

南京師範大學附屬中學校長
- 沙尧
- 赵耀如
- 吴鼎福
- 李夜光 (1981年—？)
- 胡百良
- 闵开仁
- 陆一鹏
- 王占宝 (2001年6月—2010年3月)
- 陈履伟 (2010年4月—2012年11月 )
- 葛军 （2012年11月-2022年）
- 徐飞（2023年-2025年）
- 朱焱（2025年- ）

## 曾執教的名師
- 王伯沆：人文學家、文史學者
- 柳詒徵：歷史學家、文化學家，中央研究院院士
- 胡先驌：生物學家、古典文學家，中央研究院院士
- 鄒秉文：農學家
- 錢崇澍：生物學家，中央研究院院士
- 张子高：化學家
- 楊杏佛
- 徐養秋：歷史學家、教育學家
- 穆濟波：語文教育家
- 邵祖平
- 楊效春：教育家
- 李儒勉
- 曹芻：教育家
- 舒新城：語文學者
- 孫本文：社會學家
- 張其昀：地理學家、歷史學家、文化學家
- 胡煥庸：地理學家
- 嚴濟慈：物理學家，中国科学院副院长，中国科技大学校长，中央研究院院士、中國科學院院士
- 王家楫：生物學家，中央研究院院士、中國科學院院士
- 倪尚達（南京高师附中数学教员）：物理學家，電磁學、無線電學專家，中國無線電教育的先驅。
- 唐圭璋：詞人、文史學者
- 淩純聲：人類學家，中央研究院院士
- 羅家倫：歷史學家
- 雷海宗：歷史學家
- 常任俠：藝術史學家
- 陳為忠：教育家，國立聯合大學創校校長
- 謝立惠（1931年中大实中任教）：電子學家、教育家。曾任首任西南師範學院（已合併為現西南大學）院長、成都電訊工程學院（現成都電子科技大學）院長。

当代
- 王栋生: 江苏省语文特级教师，著名杂文作家，笔名吴非。